# تپه‌های ۱ و ۲ غرب گرگابی
تپه‌های ۱ و ۲ غرب گرگابی مربوط به دوران پیش از تاریخ ایران باستان تا دوران‌های تاریخی پس از اسلام است و در شهرستان جوانرود، بخش روانسر، روستای گرگابی علیا واقع شده و این اثر در تاریخ ۲۳ شهریور ۱۳۸۲ با شمارهٔ ثبت ۱۰۱۵۰ به‌عنوان یکی از آثار ملی ایران به ثبت رسیده است.